# Fritz Cremer
Fritz Cremer fue un escultor y profesor alemán, nacido el 22 de octubre de 1906 en Arnsberg y fallecido el 1 de septiembre de 1993 en  Berlín .

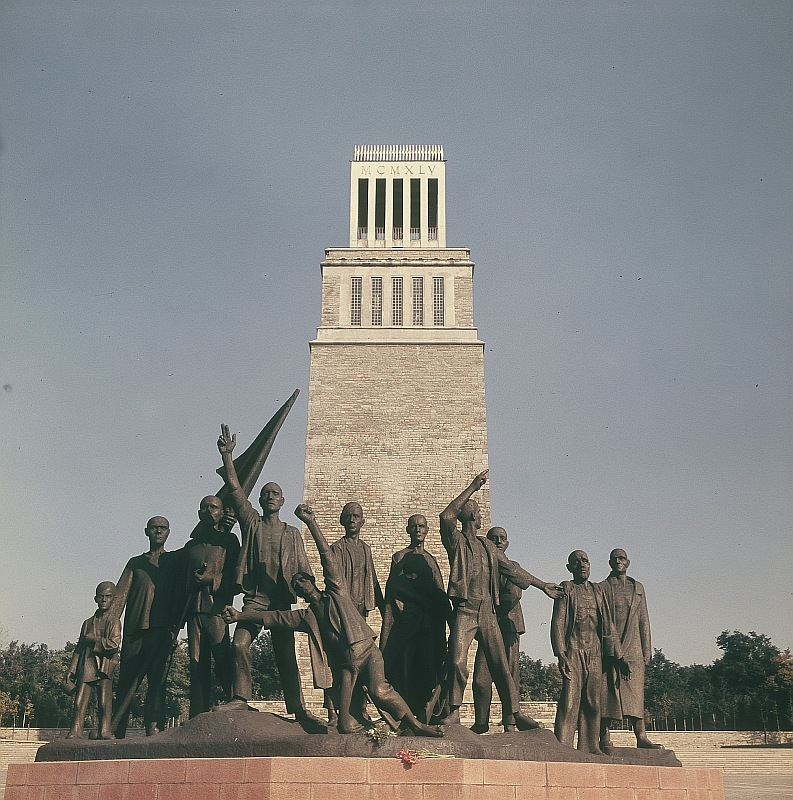
Monumento memorial a los fallecidos en el Campo de concentración de Buchenwald, obra del profesor Fritz Cremer

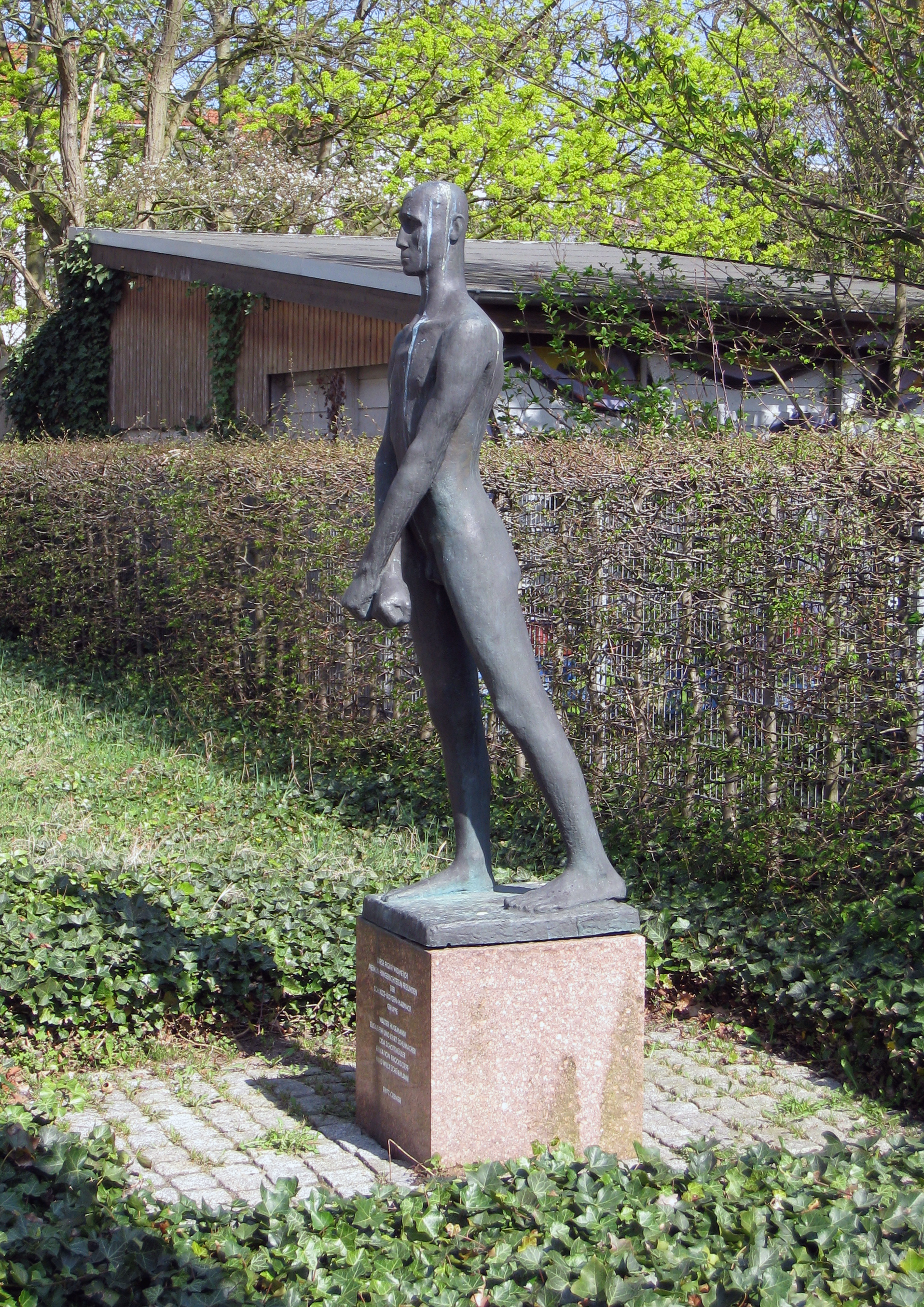
Luchadores por la libertad, reproducción fundición de la escultura en 1947, instalada desde 1984 en Bremen, cerca del Ostertorwache de Berlín, donde los amigos de Cremer pertenecientes a la Capilla Roja fueron ejecutados

## Familia
Fritz Cremer nació el 22 de octubre de 1906 en la localidad de Arnsberg en la región montañosa de Sauerland. Era hijo del tapicero y diseñador de interiores Albert Cremer. Tras la muerte del padre, la madre Christine Cremer decide trasladarse en 1908 con sus hijos, Fritz y Emmy, a la región de Rellinghausen . En 1911 la madre se trasladó a Essen , donde contrajo segundas nupcias con un maestro. En 1922 murió su madre y Cremer vivió desde entonces con una familia de mineros.
En torno a 1930, la bailarina expresionista austriaca Hanna Berger era novia de Fritz Cremer.  En 1942 Berger fue arrestada por la Gestapo como miembro del Grupo de espionaje Mitkämpferin de Kurt Schumacher / Orquesta roja. En 1944 escapó de la prisión.  Ella vivió hasta que terminó la guerra escondida en Estiria . 
En 1950 Cremer se casó en Berlín con la recientemente divorciada pintora y ceramista Christa von Carnap (1921-2010), hija de Alfred von Carnap (1894-1965), un  comerciante en el distrito de Wilmersdorf al oeste de Berlín, y su primera esposa, Susanne Schindler. Christa von Carnap había estado casada en primeras nupcias, desde el 17 de septiembre de 1941 en Berlín-Schöneberg, con el escultor Waldemar Grzimek

## Vida
Cremer se graduó de secundaria y posteriormente, desde 1921 hasta 1925 adquirió la formación como escultor en piedra en la Christian Meisen de Essen. Durante su trabajo posterior como aprendiz de albañil , colaboró con varios modelos para esculturas de Will Lammert , y asistió en este periodo a los cursos de escultura de la Escuela Folkwang de Essen. En 1929 se unió al KPD y se licenció en las Escuelas Unidas para las Artes Libres y Aplicadas  en Berlín-Charlottenburg siendo alumno desde 1934 a 1938 de Wilhelm Gerstel (1879-1963). Durante este tiempo compartió un estudio con Kurt Schumacher (escultor) . En esta época comenzó a editar su primeros grabados de crítica social. En 1934 viajó a París . Durante un viaje a Londres , conoce a Bertolt Brecht y Helene Weigel , quien le aconsejó trabajar en Alemania. Después de estudiar en la Academia Alemana en Roma desde 1937 hasta 1938 realizó estudios de maestría en la Academia Prusiana de las Artes.  Él estaba en estrecho contacto con el grupo de la resistencia, la  Orquesta roja junto al escultor Kurt Schumacher y Walter Küchenmeister.
Durante la Segunda Guerra Mundial , de 1940 a 1944 fue soldado de la Wehrmacht, en el cuerpo de artillería en Eleusis y en la isla de Creta, cayendo prisionero de guerra en Yugoslavia.
Después de su regreso a Alemania en 1946 se unió Cremer al Partido Socialista Unificado de Alemania y se convirtió en profesor y jefe del departamento de escultura de la Academia de Artes Aplicadas en Viena . En 1950 se trasladó a la República Democrática Alemana y tomó una clase magistral en la Academia de las Artes, de la que fue vicepresidente de 1974 a 1983.  Realizó viajes de estudio posteriormente a la Unión Soviética , de China y Egipto . 
Cremer firmó la carta de protesta de 1976  contra la expatriación de Wolf Biermann de la RDA,  pero se borró de nuevo después de unos días.
En 1956, Fritz Cremer, junto con su alumno Gerhard Thieme , reprodujeron la máscara mortuoria de Bertolt Brecht. A esta siguieron  numerosos dibujos, litografías y bustos.  En 1988, antes de la Berliner Ensemble, se inauguró el monumento dedicado a Brecht realizado por Fritz Cremer.

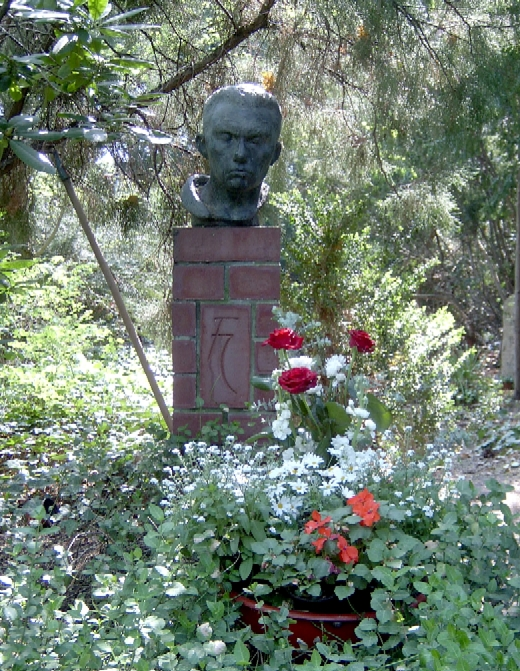
Busto autorretrato en su tumba en el cementerio Pankow de Berlín; fue robado a principios de julio de 2007 y sustituido en 2009.

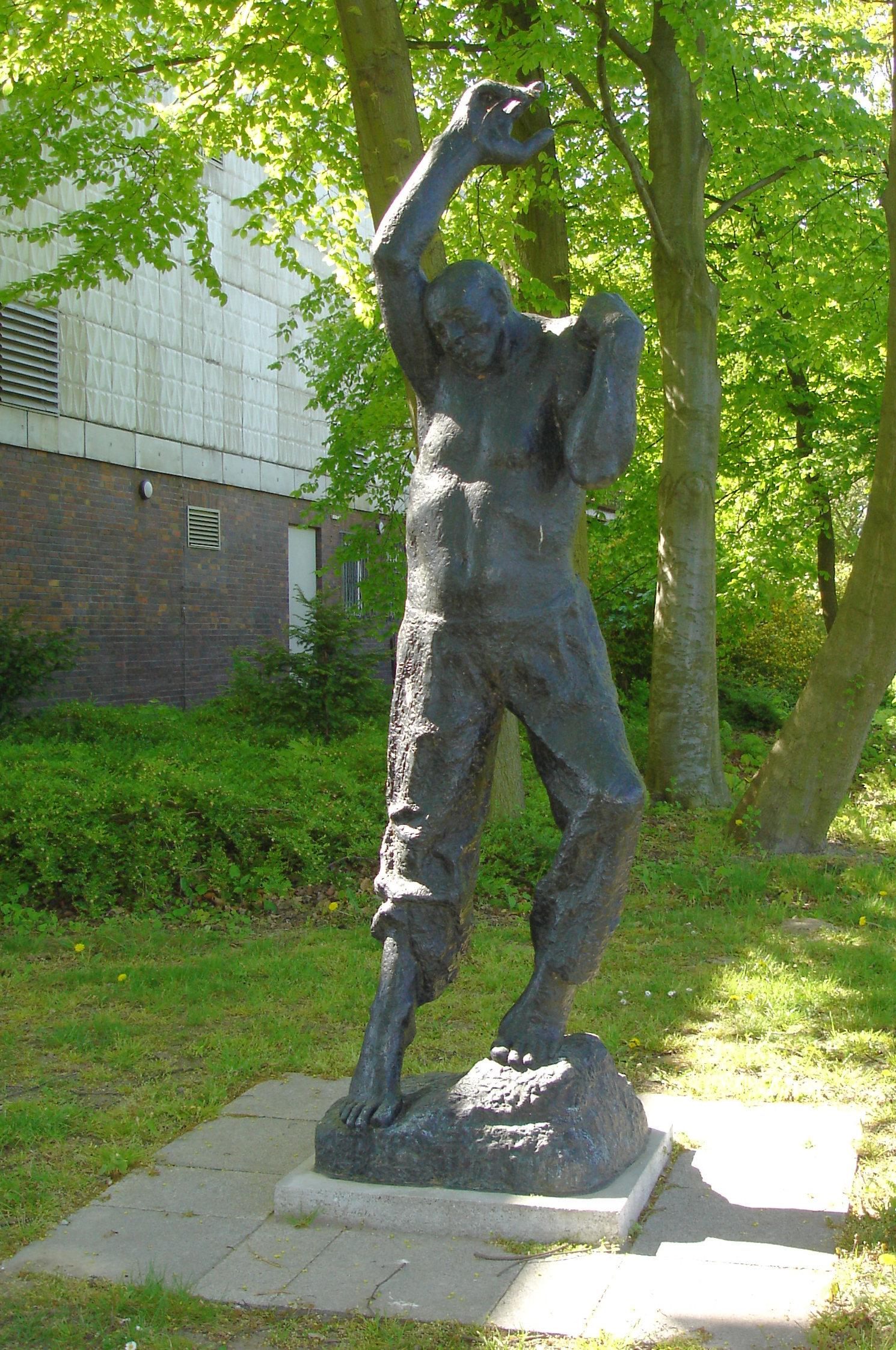
"Ascendente" 1966-1967

Fritz Cremer falleció el año 1993 en Berlín. Su tumba se encuentra en el cementerio Pankow III (en alemán: Friedhof Pankow III)  en Berlín-Pankow

## Obras
El trabajo artístico de  Fritz Cremer se puede dividir en dos grupos de sujetos: por un lado, un complejo trabajo de escultura conmemorativa de carácter público, y por otro lado, esculturas figurativas de parejas sensuales y desnudos femeninos.
Entre las esculturas para monumentos conmemorativos tuvieron un papel central aquellas realizadas para los campos de concentración. Son testigos de la confrontación del escultor Fritz Cremer con la tarea central de la sociedad de la posguerra - conmemorar a las víctimas del nacionalsocialismo. En todos los monumentos la figura humana adquiere principal protagonismo.  Cremer aborda con profundidad la visualización de los estados emocionales humanos. En general, los arquetipos expresan el sufrimiento, el miedo, la desesperación, pero también rebelión, resistencia y fuerza.  La afligida madre expresa como el soldado corriendo, el choque y la conmoción de la guerra.
Los actos de amor y las parejas en la obra de Fritz Cremer, constituyen  la contraparte temática frente a las obras de orden político, aportando calma a la vida privada del escultor.  Combinan en sus características la "dureza y la sensualidad erótica", "la cercanía y el afecto, la ternura y la satisfacción".
Estilísticamente, no es ni moderno, ni pertenece al  segmento del "realismo socialista". El objetivo de sus esfuerzos artísticos se focaliza en  mostrar la "condición mental" de la materia.  Por esta razón, Cremer rompe con la representación del cuerpo ideal, enfatizando sus irregularidades. 
Entre las obras de Fritz Cremer se incluyen las siguientes:

### Esculturas y bustos
- 1936: Relief "Mujeres de luto -(Trauernde Frauen) (Gestapo)"
- 1936-37:  Busto "Autorretrato como guerrero que muere" („Selbstbildnis als sterbender Krieger“) 1936-1937:
- 1939: grupo escultórico de figuras "Madres" (Mütter)
- 1947:  "luchadores por la libertad" (Freiheitskämpfer)
- 1946-48: Monumento al Cementerio Central de Viena
- 1949: Monumento a los campos de concentración de Ebensee
- 1950-53:  Monumento a las víctimas del nazismo de Knittelfeld (Austria)
- 1950: figura desnuda "Gran Eva" (Große Eva)
- 1951: Figura sentada "Madre Tierra" (Mutter Erde) para la sala de ceremonias del crematorio Baumschulenweg (Berlín)
- 1951-52: diseño escultural del "monumento Marx-Engels ", de Berlín (no ejecutado)
- 1952–58: Grupo de figuras para el Memorial de Buchenwald
- 1960-67: Monumento a los campos de concentración de Mauthausen ,  también conocido como „O Deutschland, bleiche Mutter“
- 1958-65: Grupo de figuras para el campo de concentración de Ravensbrück
- 1964: Busto de bronce " Hanns Eisler "
- 1964-65: Ascendente (Aufsteigender) - dedicada a los pueblos que luchan por su libertad, parque de la Sede de las Naciones Unidas , Nueva York (las otras piezas de esta escultura en frente de la Kunsthalle de Rostock y en el Parque de Esculturas de Magdeburgo  )

- 1967–1968: Guerra Civil Española (Spanienkämpfer) - Monumento a los alemanes de las Brigadas Internacionales en Berlín-Friedrichshain
- 1967-68: Aumento III (Aufsteigender III)"
- 1968: Monumento a Karl-Marx-(Fráncfort del Óder)
- 1969–1972: Galileo Galilei  "¡Y sin embargo se mueve!" (Stadthalle Chemnitz)
- 1972: Grandes amantes (Großes Liebespaar)
- 1972: Proyecto del Monumento a los "50 años de la Revolución de Octubre"

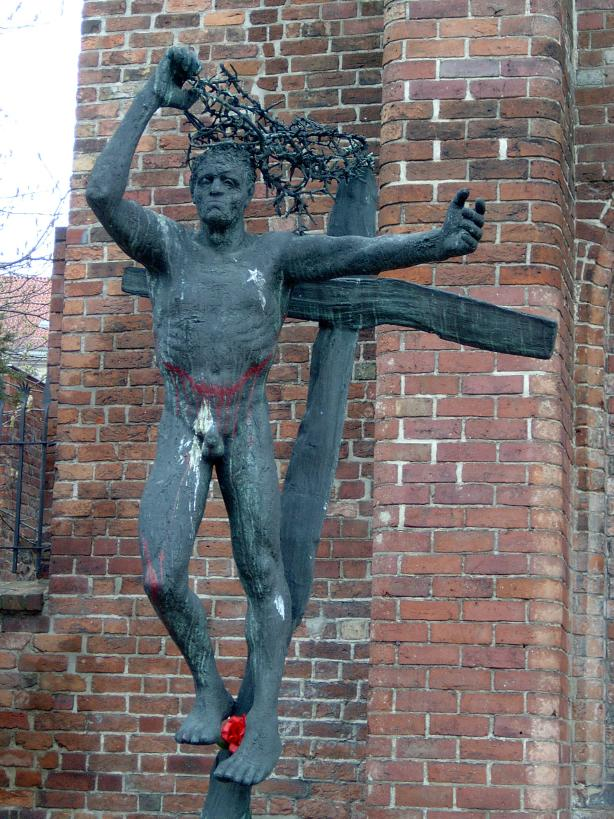
Auferstehender - Resurrección

- 1978: "Resurrection I" (Auferstehender I)
- 1979: El nadador (Die Schwimmerin)[6]
- 1982-85:  "La resurrección II" (Auferstehender II)
- 1986-89: Memorial de Bertolt Brecht , Berlín, Bertolt-Brecht-Platz
- 1991: Karl-Marx[7]

### Dibujos y litografías
Entre las obras en papel destacan:
- 1956: "Nunca más" (Nie wieder)
- 1956: mapa „Walpursgisnacht“ (36 hojas)
- 1962: "Autorretrato" (Selbstbildnis)
- 1963: "círculo de tiza" (Kreidekreis)
- 1966: "Preguntas de un trabajador de la lectura" (Fragen eines lesenden Arbeiters - poema de Brecht)
- 1979: "¡Basta crucificado!" (Genug gekreuzigt!)
- 1986: Mapa de "la madre Coppi y los otros, todos! (Mutter Coppi und die Anderen, Alle!)
- 1988:  "Fritz Cremer litografías 1955-1988"

### Libros ilustrados
- Fritz Cremer: Buchenwald.  Los estudios realizados por Fritz Cremer. Verlag der Nation, Berlín  Berlín 1959
- Fritz Cremer: Für Mutter Coppi und die Anderen, Alle – graphische Folge. Henschelverlag Kunst und Gesellschaft, Berlín 1986 .

### Esculturas en Berlín y Brandeburgo

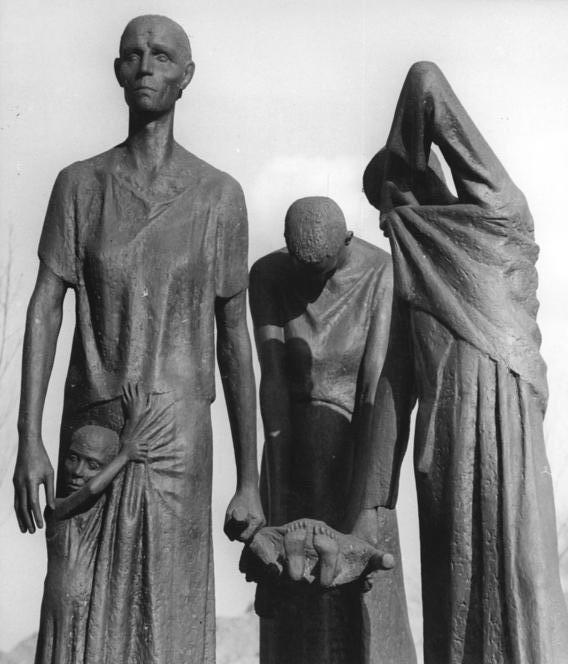
Monumento "grupo de madres" en el Monumento y Memorial  a las víctimas de Ravensbrück
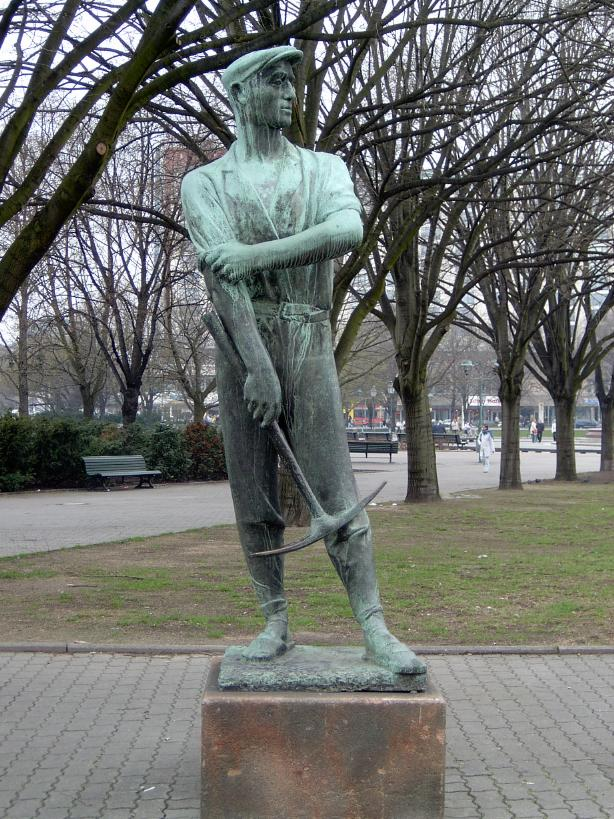
Aufbauhelfer - Trabajador de la construcción
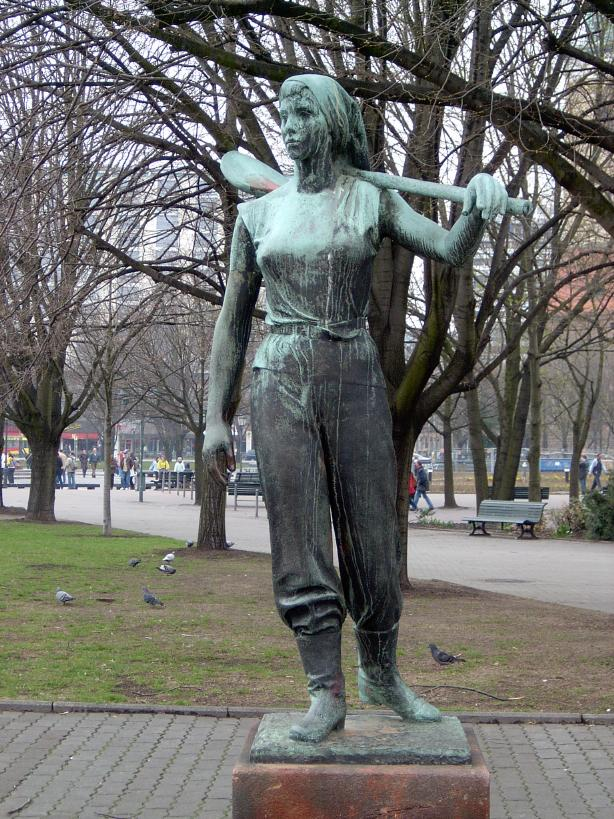
Aufbauhelferin - Trabajadora de la construcción
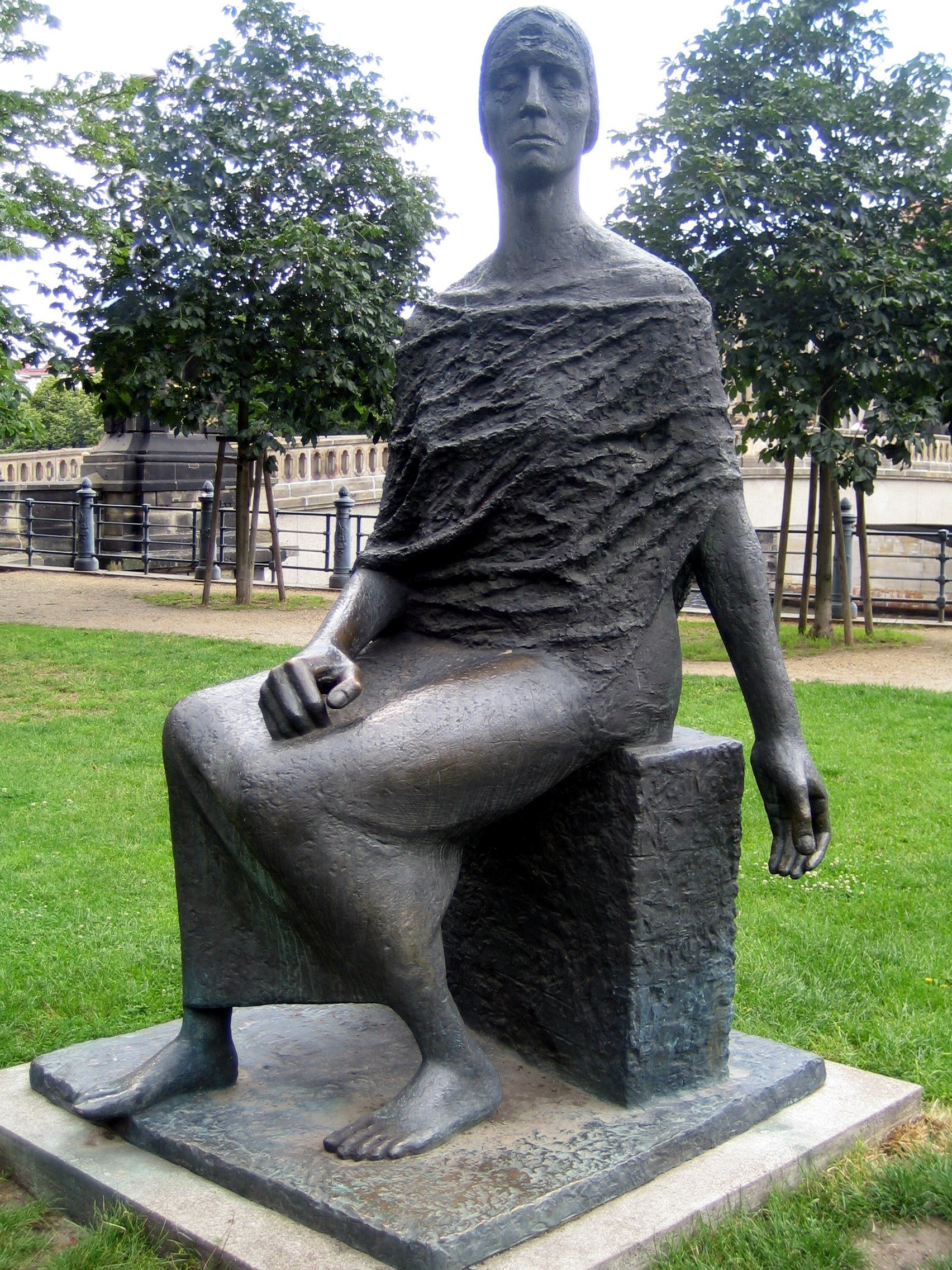
O Deutschland, bleiche Mutter - Oh, Alemania, Madre Patria"
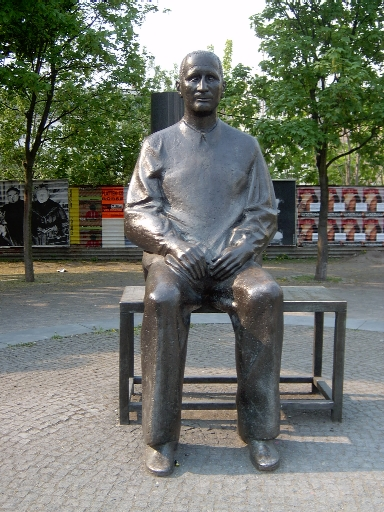
monumento a Bertolt Brecht frente a la Berliner Ensemble
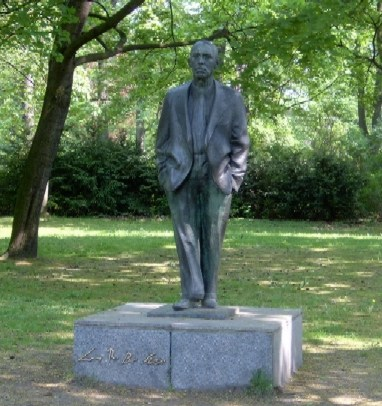
Johannes R. Becher en el cementerio de Pankow
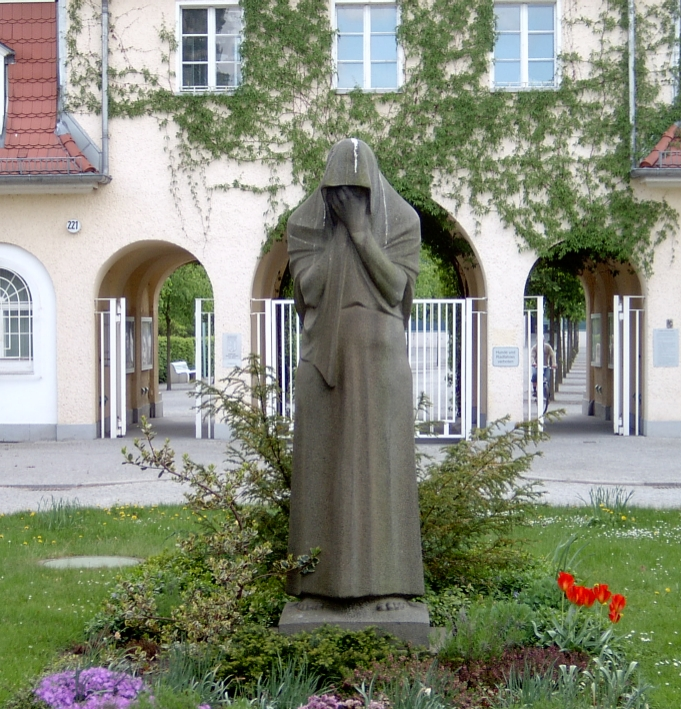
Trauernde - Los dolientes
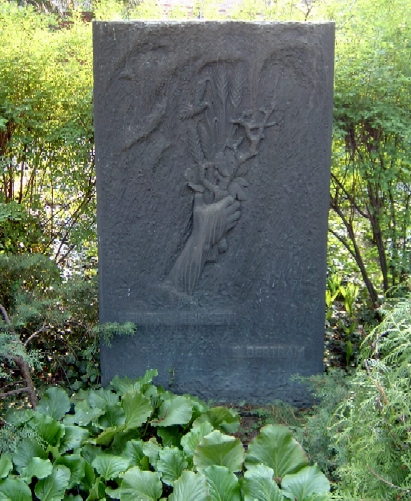
Tumba de piedra de Heinrich Ehmsen

(pulsar sobre la imagen para ampliar) 

## Premios

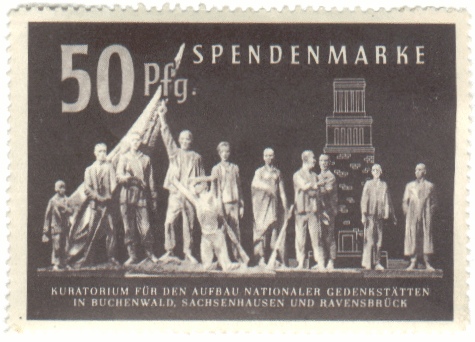
Spendermarke

- 1952: Nationalpreis II. - Premio Nacional de II Clase por el busto del minero (Bergmanns)  y Premio Nacional Franz Franik
- 1958: Nationalpreis I. 1958: Premio Nacional de I Clase  por el Memorial de Buchenwald
- 1961: Kunstpreis des FDGB - Premio de Arte FDGB por el busto de Bertolt Brecht
- 1965: Vaterländischer Verdienstorden - Orden del Mérito Patriótico
- 1967: Miembro de Honor de la Academia Rusa de las Artes
- 1972: Goethepreis der Stadt Berlin -  Premio Goethe de la ciudad de Berlín
- 1972: Nationalpreis I. : Premio Nacional I.  Clase por el conjunto de su obra
- 1974: Orden de Karl Marx
- 1976: Held der Arbeit - Héroe del Trabajo
- 1978: Fahnenorden der Ungarischen Volksrepublik -Abanderado de la República Popular de Hungría
- 1981: Bremer Bildhauerpreis - Premio de Escultura de Bremen